# Katrijn Govaert
Katrijn Govaert (Gent, 11 juli 1983) is een Belgische actrice.
Het grote publiek kent haar van haar rol in de langspeelfilm Zaak De Zutter (2016), waarin ze de hoofdrol van Julienne De Zutter vertolkt. 
Ook speelde ze gedurende twee seizoenen (2013, 2014) de rol van dokter Charlotte Vandamme in de VTM-serie Echte Verhalen: De Kliniek.
Na haar studies in de sociologie, trok Katrijn Govaert in 2005 naar de toneelschool. Ze studeerde in 2008 af als actrice en theatermaker aan de Kleine Academie, school voor scheppend theater te Brussel. 
Ze zette haar eerste stappen op het toneel in improvisatievoorstellingen. Sinds 2005 maakt ze deel uit van de vaste kern van improvisatiegezelschap Improcessie. Tegenwoordig speelt ze ook bij The Lunatic Comedy Club.
Sinds 2010 maakt ze deel uit van Deezillusie, een theatergezelschap dat schoolvoorstellingen rond maatschappelijke thema’s speelt in heel Vlaanderen.  Twee van deze producties werden door Katrijn zelf geschreven.
Verder richtte ze haar eigen theatercollectief kleine prettige stoornis op waarmee ze intimistische voorstellingen maakt en speelt van livings over kerken tot kapsalons. Theater op schoot dus. Dit gezelschap werd in 2013 tweede laureaat van de Karen Vernimmen Prijs voor Cultuur vanwege de humor en de aparte kijk op diepmenselijke thema’s.
In 2010 waagde ze zich voor de eerste keer aan een regie bij theater de Schizo's met 'Tramlijn Begeerte'. 
Katrijn was ook actrice bij het Brussels jeugdtheater Grenadine. 
Daarnaast geeft ze vaak lessen drama of improvisatie. Zo was ze twee jaar vast dramadocente bij Event Team en trok ze in 2012 met Leraars zonder Grenzen naar Burundi om er dramales te geven aan leerkrachten. 
In 2013 stichtte ze samen met Paul Ooghe Theater Box: een kamertheater aan de Dampoort in Gent.
Sinds 2017 speelt Katrijn ook bij het Belgisch Repertoire Theater.
Ze speelt sinds 2019 de rol van An in de tv-serie Dertigers.

## Theatervoorstellingen
- De Meiden (2018) Belgisch Repertoire Theater
- #likeme (2018-...) Deezillusie
- Open Huwelijk (2018) Belgisch Repertoire Theater
- De Minnaar (2017) Belgisch Repertoire Theater
- Ge moet niet bang zijn (2016-...) kleine prettige stoornis
- Pesten 2.0 (2014-…) Deezillusie
- Lijf (2013-…) kleine prettige stoornis
- Breek (2013-…) Deezillusie
- Het Continuüm (2013)
- de kliniek (2013 en 2014)
- Ja, ik wil (2012-…) Deezillusie
- De liefde in drie bedrijven (2011-…) kleine prettige stoornis
- Molly Cute (2011)
- Uitgeprocedeerd (2010-…) Deezillusie
- Charabia (2010-2012) Compagnie Grenadine
- Moederkeszalf (2009-…) kleine prettige stoornis
- Wiegel Waggel Web (2009-2013) Deezillusie
- Daar buiten loopt een schaap (2008)
- F_CK – ALL I NEED IS U (2004)